# Olympische Jugend-Winterspiele 2012/Teilnehmer (Gemischte Mannschaft)
| Gelbes Symbol für Goldmedaillen mit stilisierten Olympischen Ringen | Graues Symbol für Silbermedaillen mit stilisierten Olympischen Ringen | Braundes Symbol für Bronzemedaillen mit stilisierten Olympischen Ringen |
| ------------------------------------------------------------------- | --------------------------------------------------------------------- | ----------------------------------------------------------------------- |
| 3                                                                   | 3                                                                     | 3                                                                       |

Bei den I. Olympischen Jugend-Winterspielen 2012 in Innsbruck wurden drei Wettbewerbe ausgetragen, in denen gemischte Teams unterschiedlicher Herkunft antraten. Einige dieser Wettbewerbe fanden zum ersten Mal in dieser Form bei einem olympischen Turnier statt. Dies wurde bereits zwei Jahre zuvor bei den ersten Olympischen Jugend-Sommerspielen praktiziert, somit stellte dies eine Premiere bei einem olympischen Winterturnier dar.
Die in gemischten Mannschaften gewonnenen Medaillen wurden im Medaillenspiegel eigens aufgeführt und nicht den Nationen der Athleten zugerechnet.

## Sportarten

### Curling
Im Curling wurden zwei Wettbewerbe ausgetragen: Während im Mannschaftswettkampf alle Curler eines Landes gemeinsam antraten, wurden für den Paarwettkampf jeweils ein Mädchen und ein Junge aus unterschiedlichen Nationen zusammengestellt.
| Platz | Athleten                                                    |
| ----- | ----------------------------------------------------------- |
| 1     | Nicole Muskatewitz Deutschland Michael Brunner Schweiz      |
| 2     | Kim Eunbi Südkorea Martin Sesaker Norwegen                  |
| 3     | Marina Werenitsch Russland Korey Dropkin Vereinigte Staaten |

- Der Österreicher Martin Reichel trat zusammen mit Corryn Brown aus  Kanada an und schied im Viertelfinale aus.
- Folgende Teilnehmer aus dem deutschsprachigen Raum schieden in der 1. Runde aus:
  - Daniel Rothballer (Deutschland) mit Arianna Losano ( Italien)
  - Kevin Lehmann (Deutschland) mit Amalia Rudström ( Schweden)
  - Frederike Manner (Deutschland) mit Derek Oryniak ( Kanada)
  - Irena Brettbacher (Österreich) mit Amos Mosaner ( Italien)
  - Camilla Schnabel (Österreich) mit Jordan Wåhlin ( Schweden)
  - Lisa Gisler (Schweiz) mit Mathias Genner (Österreich)
  - Elena Stern (Schweiz) mit Sander Rõuk ( Estland)
  - Romano Meier (Schweiz) mit Eleanor Adviento ( Neuseeland)[1][2]

### Eiskunstlauf
Für den Mixed-Wettbewerb im Eiskunstlauf wurden jeweils vier Athleten zu einem Team zusammengestellt: Jeweils zwei Soloeisläufer (ein Mädchen und ein Junge) sowie ein Paar traten gemeinsam in acht Teams an.
| Platz | Team   | Athleten                                                                                              |
| ----- | ------ | --- |
| 1     | Team 4 | Shoma Uno Japan Jordan Bauth Vereinigte Staaten Jauhenija Tkatschenka Belarus Jury Hulizki Belarus    |
| 2     | Team 2 | Eveliina Viljanen Finnland Jaroslaw Paniot Ukraine Marija Simonowa Russland Dmitri Dragun Russland    |
| 3     | Team 6 | Park So-youn Südkorea Alexander Ljan Kasachstan Estelle Elizabeth Frankreich Romain Le Gac Frankreich |

Die Schweizerin Tina Stürzinger wurde im Team 1 Fünfte.

### Shorttrack
Im Shorttrack wurde eine Vierer-Staffel ausgetragen, jedes Team bestand aus zwei Mädchen und zwei Jungen.
| Platz | Team   | Athleten |
| ----- | ------ | --- |
| 1     | Team B | Park Jung-hyun Südkorea Lu Xiucheng Volksrepublik China Xu Aili Volksrepublik China Jack Burrows Vereinigtes Königreich     |
| 2     | Team F | Qu Chunyu Volksrepublik China Xu Hongzhi Volksrepublik China Marija Dolgopolowa Ukraine Aydin Djemal Vereinigtes Königreich |
| 3     | Team A | Shim Suk-hee Südkorea Yoann Martinez Frankreich Melanie Brantner Frankreich Denis Airapetjan Russland                       |

Die Deutsche Elisabeth Witt belegte im Team D den 4. Platz und verpasste damit die Medaillenränge. Der Österreicher Dominic Andermann belegte im Team G den achten und letzten Platz.